# Mikkelsen Peak
Der Mikkelsen Peak ist mit 420 m (nach australischen Angaben 443 m) der höchste Gipfel des Scullin-Monolithen an der Küste des ostantarktischen Mac-Robertson-Lands. Er liegt 6 km westlich des Torlyn Mountain.
Die heute als Scullin-Monolith bekannte Felsformation wurde zwischen Januar und Februar 1931 von norwegischen Walfängern kartiert, die sie nach Klarius Mikkelsen (1887–1941), Kapitän des Walfangschiffs Torlyn, als Klarius Mikkelsenfjell benannten. Diese Benennung blieb für das hier beschriebene Objekt in der heutigen Form erhalten.